# Gul parasollmossa
Gul parasollmossa  (Splachnum luteum) är en mossa i släktet parasollmossor som växer i fuktiga skogstrakter, på spillning av älg och andra växtätande djur. Mossan kännetecknas framförallt av att dess sporhus sitter på upp till 10–15 centimeter höga skaft och av att sporhushalsen är påfallande förstorad och har en utbredd och något välvd form som påminner om ett parasoll. Diametern på "parasollen", som är gulaktiga, kan uppgå till 16 millimeter. De har som funktion att locka till sig insekter, som flugor, så att mossans sporer kan fastna på dessa och spridas till nya spillningshögar.  
I Sverige är gul parasollmossa vanligast i barrskogar i de norra och östra delarna av landet. I de sydligare delarna av landet är den mycket sällsynt.
Gul parasollmossa är Norrbottens landskapsmossa.